# Sükhbaatar
Sükhbaatar (en mongol: Сүхбаатар; en rus: Сухэ-Батор) 
és un districte de Mongòlia i la capital de la província de Selenge. El 2007 tenia 19.224 habitants

## Geografia
El districte de Sükhbaatar s'hi troba a la part més septentrional de la província de Selenge, a la part nord de Mongòlia, llindant amb Rússia. Pel districte s'unixen els rius Selenge i Orkhon, que van a desembocar al llac Baikal. El districte de Sükhbaatar limita amb Rússia cap al nord i amb els districtes d'Altanbulag a l'est, Shaamar al sud i Züünbüren a l'oest. Sükhbaatar té un clima continental d'estius càlids i hiverns secs amb mitjanes màximes anuals de 26,9 graus celsius al juliol i mínimes de 27,5 graus sota zero al gener; el mes amb més precipitacions és l'agost, amb 69,9 mil·límetres.

## Història

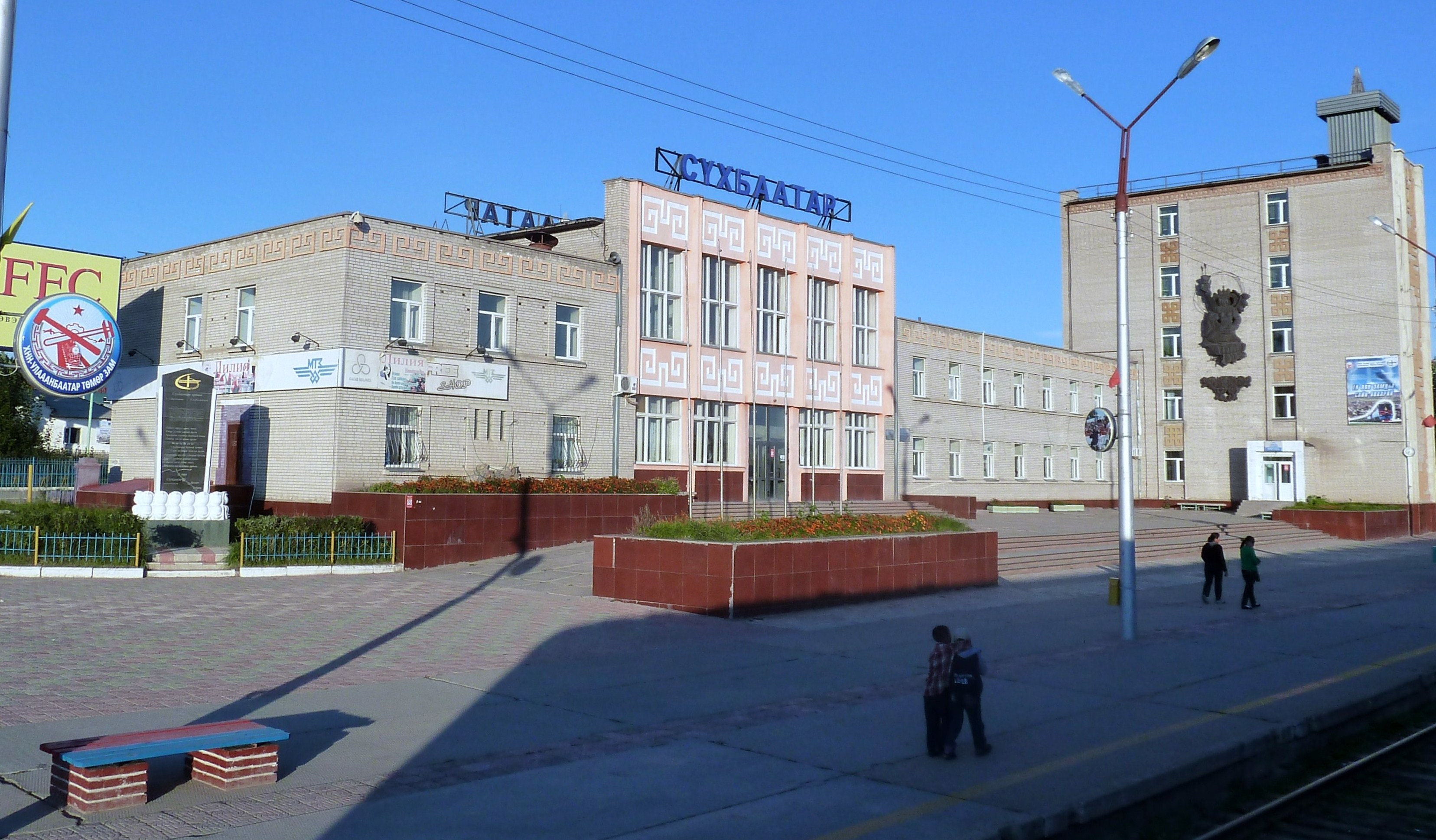
Estació de Sükhbaatar (2011)

Aquest districte va ser fundat l'any 1940 i va rebre el nom del líder revolucionari mongol Damdin Sükhbaatar. El 1949 s'inaugurà, amb el mateix nom, l'estació de ferrocarril més septentrional de Mongòlia i que serveix al ferrocarril Transmongolià; l'anterior estació a la ruta, ja a Rússia, és a Naushki, Buriàtia.